# La donna scarlatta
La donna scarlatta (La femme écarlate) è un film del 1969 diretto da Jean Valère e interpretato da Monica Vitti.

## Trama
Una bella donna d'affari italiana, Lucille Lombardi, scopre che il suo fidanzato Julien Auchard ha fatto bancarotta con la sua azienda di famiglia, lasciandola senza un soldo. Scioccata dal tradimento, per la perdita della sua villa a Nizza e con la sensazione che tutto è perduto, Lucille decide di vendere i suoi gioielli e cena con caviale e champagne prima di suicidarsi. L'eccesso di Champagne la mette in stato di ebbrezza e la lascia fantasticare sulla vendetta. In un primo momento ha intenzione di lasciare Julien e scrivere una lettera che lo incolpa della sua morte, ma rendendosi conto che avrebbe poco effetto su di lui, decide che l'unica vendetta è quella di uccidere Julien prima di terminare la propria vita. Sapendo che Julien si reca a Parigi ogni venerdì, Lucille decide di ritardare il suicidio di una settimana per avere la possibilità di uccidere l'uomo che ha rovinato la sua vita.
Dopo l'arrivo a Parigi, Lucille compra un'auto di lusso e pianifica la sua vendetta, continuando le spese pazze in abbigliamento e cibo. Per non rimanere da sola, invita uno straniero di nome François, a un pranzo romantico alla Torre Eiffel. Quando Lucille gli rivela le sue intenzioni di porre fine alla sua vita dopo quella settimana, François dimostra sincera preoccupazione e afferma che lui non lo permetterà e che rimarrà al suo fianco. Lucille riesce a sfuggirgli, dopo il pranzo, e nei giorni seguenti François cerca disperatamente di rintracciarla mentre lei continua le sue spese folli in vestiti, cibo costoso e champagne in attesa dell'arrivo del suo ex-fidanzato.
Mentre si atteggia a giornalista svizzera, Lucille incontra un corrispondente di un giornale di New York, John Bert, un equivoco spagnolo di nome  Alberto de Villalonga e il manager drogato, Tom Sturges, di un gruppo rock inglese di nome The Timothys da poco in concerto alla Royal Albert Hall di Londra. Lei continua le sue spese stravaganti durante i suoi ultimi giorni di vita, mentre François continua la sua disperata ricerca di una donna che crede possa uccidersi il venerdì successivo. Non avendo ricevuto alcun aiuto da parte della polizia, egli rintraccia tutti i pochi proprietari di Austin Princess (l'auto di lusso comprata da Lucille) a Parigi, pensando che questo possa portarlo a ritrovare la donna. Disperato per non esserci riuscito, si dimette dal suo lavoro che prevede una nuova lucrosa operazione di salvataggio in Venezuela che lo avrebbe reso ricco.
Nella notte di giovedì Lucille vaga sola per le strade di Parigi. Le si avvicina un uomo scambiandola per una prostituta e lei decide di fare sesso, dando poi via i 300 franchi che aveva guadagnato. Venerdì Lucille incontra Julien presso l'aeroporto di Parigi Orly fingendo di conoscere un ricco investitore interessato ad acquistare la società posseduta da Julien. Interessato all'affare, Julien la accompagna alla sua stanza d'albergo, dove lei ritira una pistola, chiedendole di accompagnarlo a un appuntamento che ha a Chantilly. Avendo maturato l'intenzione di uccidersi entrambi in un incidente d'auto, Lucille ci ripensa quando sono in procinto di schiantarsi contro un palo elettrico.
Tornata a Parigi, viene notata da François che intravede l'Austin Princess di Lucille e la segue alla Torre Eiffel, dove ella ha intenzione di porre fine alla sua vita. In cima, Lucille pensa di saltare giù, ma qualcosa glielo impedisce. Quando François arriva in cima, trova Lucille mentre mangia un dolce nel ristorante dove avevano goduto il loro pranzo romantico, e si sorridono a vicenda.